# 金川路站
金川路站是昆明地铁4号线的地铁车站，位于中华人民共和国云南省昆明市五华区金川路与沙河北路交叉口，为4号线北端终点站，于2020年9月23日开通。

## 车站结构
金川路站位于金川路与沙河北路交叉口，沿金川路设置，呈南北走向，为地下两层岛式站台车站，车站长410.6米，宽19.9米，车站地下一层为站厅层，地下二层为站台层，站台设置全高站台门。车站南侧设有一条单渡线，北侧设置两条出入段线连通大漾田车辆段。
| 地面              | 出入口 | A、B、D出入口                                                                                     |
| 地下一层          | 站厅   | 客服中心、自动售票机、验票机                                                                      |
| 地下二层          | 站台   | \| \| \| █ 4号线落客 \| \| 島式 · 開左邊车门 \| \| \| \| \| \| █ 4号线往昆明南火车站（大河埂） \| |
|                   |        | █ 4号线落客                                                                                       |
| 島式 · 開左邊车门 |        |                                                                                                   |
|                   |        | █ 4号线往昆明南火车站（大河埂）                                                                   |

## 出入口
金川路站目前开放3个出入口，各出口及周围设施如下所示：
| 编号                  | 地点             | 建议前往的目的地                  | 照片 |
| --------------------- | ---------------- | --------------------------------- | ---- |
| 出口 · A              | 金川路           |                                   |      |
| 出口 · B              | 金川路           | 绿地·香树花城、白麓城、华罗庚旧居 |      |
| 出口 · D · 升降机标志 | 金川路、沙河北路 | 阜外心血管病医院、清河居小区      |      |
| 註： 設有             |                  |                                   |      |

## 接驳交通

### 公交车
- 金川路地铁站A口：Z41路
- 云南省阜外医院(沙河北路)：268路，DZ52路，K2路

## 车站历史
本站建设时期工程名为陈家营站，开通前确定以金川路站作为车站正式名称。
- 2017年5月20日，车站主体结构封顶[2]。
- 2020年9月23日，车站随4号线通车开通[1]。